# Annie Oakley
Annie Oakley (13 d'agost de 1860 - 3 de novembre de 1926), nascuda Phoebe Ann Moses, va ser una tiradora estatunidenca.

## Biografia
Annie Oakley va néixer Phoebe Ann (Annie) Mosey el 13 d'agost de 1860, a una cabana de troncs a menys de dues milles (3,2 km) al nord-oest de Woodland, actualment Willowdell, al comtat de Darke, Ohio, un comtat rural al llarg de la frontera de l'estat amb Indiana. El seu lloc de naixement es troba a unes cinc milles (8 km) a l'est de North Star. Hi ha una placa muntada en pedra als voltants del lloc, que va ser col·locada pel Comitè Annie Oakley el 1981, 121 anys després del seu naixement.
Els pares d'Annie eren quàquers d'ascendència anglesa de Hollidaysburg, comtat de Blair, Pennsilvània: Susan Wise, nascuda el 1830, i Jacob Mosey, nascut el 1799, es van casar el 1848. Es van traslladar a una granja llogada (que després es van comprar amb una hipoteca) al municipi de Patterson, comtat de Darke, Ohio, cap al 1855.
Nascuda el 1860, Annie era la sisena dels nou fills de Jacob i Susan, i la cinquena dels set supervivents. Els seus germans eren Mary Jane (1851–1867), Lydia (1852–1882), Elizabeth (1855–1881), Sarah Ellen (1857–1939), Catherine (1859–1859), John (1861–1949), Hulda (1864–1934) i un germà nadó mort el 1865. El pare d'Annie, que havia lluitat a la guerra de 1812, tenia 61 anys en el moment del naixement d'Annie i es va quedar invàlid per hipotèrmia durant una tempesta de neu a finals de 1865 i va morir de pneumònia a principis de 1866 als 66 anys. La seva mare es va casar més tard amb Daniel Brumbaugh, va tenir una altra filla, Emily (1868–1937), i va quedar vídua una vegada més.
A causa de la pobresa després de la mort del seu pare, l'Annie no va anar a l'escola amb regularitat quan era petita, tot i que va assistir més tard en la infància i en l'edat adulta. El 15 de març de 1870, als nou anys, va ser ingressada a la infermeria del comtat de Darke juntament amb la seva germana Sarah Ellen. Segons la seva autobiografia, va ser posada a càrrec del superintendent de la infermeria, Samuel Crawford Edington, i de la seva dona Nancy, que li van ensenyar a cosir i decorar. A partir de la primavera de 1870, va ser "lligada" a una família local per ajudar a tenir cura del seu fill petit, amb la falsa promesa de cinquanta cèntims per setmana (equivalent a 11 dòlars el 2021) i una educació. La parella inicialment volia algú que pogués bombar aigua, cuinar i que fos més gran. Va passar uns dos anys gairebé esclava d'ells, suportant maltractaments físics i mentals. Una vegada, l'esposa va fer sortir a l'Annie amb el fred glacial sense sabates, com a càstig perquè s'havia adormit per algun remei Annie es referia a ells com "els llops". Fins i tot a la seva autobiografia, mai va revelar els noms reals de la parella.
Segons la biògrafa Glenda Riley, "els llops" podrien haver estat la família Studabaker, però el cens dels Estats Units de 1870 suggereix que eren la família Abram Boose del veí comtat de Preble. Al voltant de la primavera de 1872, Annie va fugir dels "llops". Segons la biògrafa Shirl Kasper, va ser només en aquest moment que l'Annie es va conèixer i va viure amb els Edington, tornant a casa de la seva mare cap als 15 anys.
L'Annie va començar a fer trampes abans dels set anys, i a disparar i caçar als vuit anys, per mantenir els seus germans i la seva mare vídua. Va vendre la caça caçada als locals de Greenville, com ara els botiguers Charles i G. Anthony Katzenberger, que el van enviar als hotels de Cincinnati i altres ciutats. També va vendre el joc a restaurants i hotels al nord d'Ohio. La seva habilitat va pagar la hipoteca de la granja de la seva mare quan Annie tenia 15 anys.

### Debut i matrimoni

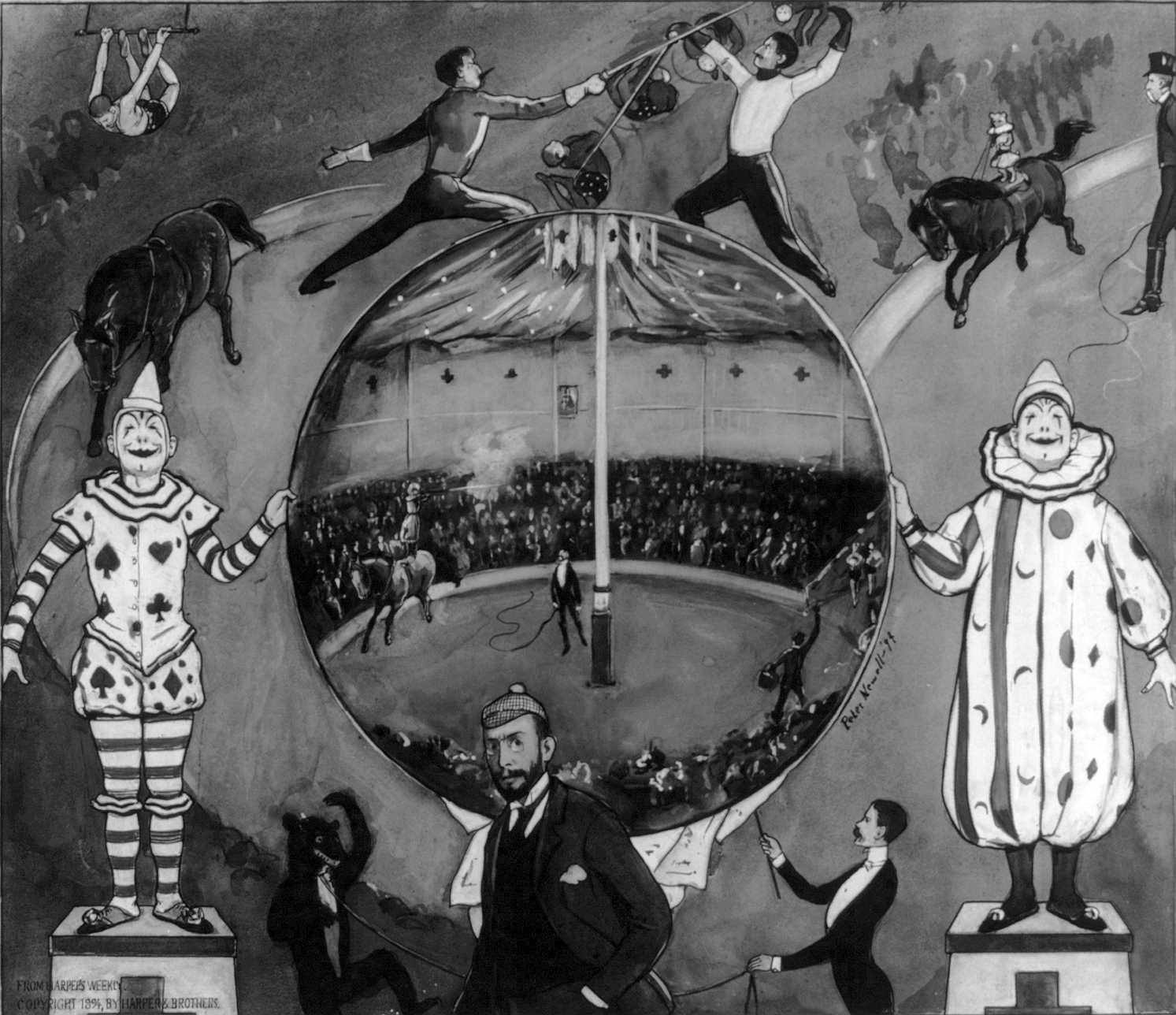
The Amateur Circus at Nutley (1894) de l'il·lustrador nord-americà Peter Newell. L'escena representada al centre és d'Annie Oakley, dempeus a cavall, demostrant la seva habilitat per disparar.

Annie aviat es va fer coneguda a tota la regió. El dia d'Acció de Gràcies de 1875, s'estava realitzant l'acte de tiroteig de Baughman & Butler a Cincinnati. El tirador d'espectacles itinerants i antic entrenador de gossos Frank E. Butler (1847–1926), un immigrant irlandès, va fer una aposta de 100 dòlars per banda (equivalent a 2.500 dòlars el 2021) amb el propietari de l'hotel de Cincinnati, Jack Frost, perquè Butler pogués vèncer a qualsevol tirador local. L'hoteler va organitzar un partit de tir entre Butler i l'Annie, de 15 anys, dient: "L'últim oponent que Butler esperava era una noia de 15 anys de cinc peus d'alçada [1,52 m] anomenada Annie" Després de fallar el seu tir número 25, Butler va perdre el joc i l'aposta. Un altre relat diu que Butler va encertar el seu darrer tir, però l'ocell va caure mort a uns 60 cm més enllà de la línia límit. Aviat va començar a cortejar l'Annie i es van casar. No van tenir fills.
Segons un relat actual a The Cincinnati Enquirer, és possible que el concurs de tir tingués lloc el 1881 i no el 1875. Sembla que l'hora de l'esdeveniment mai es va registrar. La biògrafa Shirl Kasper afirma que el concurs de tiroteig va tenir lloc a la primavera de 1881 a prop de Greenville, possiblement a North Star, tal com va esmentar Butler durant les entrevistes de 1903 i 1924. Altres fonts semblen coincidir amb la ubicació de North Fairmount prop de Cincinnati si l'esdeveniment va ocórrer el 1881. La Fundació Annie Oakley Center esmenta que Oakley va visitar la seva germana casada Lydia Stein a casa seva prop de Cincinnati el 1875. Aquesta informació és incorrecta, ja que Lydia no es va casar amb Joseph C. Stein fins al 19 de març de 1877. Encara que s'especula, és molt probable que Oakley i la seva mare van visitar Lydia el 1881, ja que estava greument malalta de tuberculosi. L'hotel Bevis House encara estava era gestionat per Martin Bevis i WH Ridenour el 1875. Es va obrir al voltant de 1860 després que l'edifici fos utilitzat anteriorment com a instal·lació d'envasament de carn de porc. Jack Frost no va obtenir la gestió de l'hotel fins al 1879. El tiroteig de Baughman & Butler va aparèixer per primera vegada a les pàgines de The Cincinnati Enquirer el 1880. Van signar amb Sells Brothers Circus el 1881 i van fer una aparició a el Coliseum Opera House més tard aquell any.
Independentment de la data real del partit de tir, Oakley i Butler es van casar un any després. Un certificat registrat als Arxius d'Ontario, número de registre 49594, informa que Butler i Oakley es van casar el 20 de juny de 1882 a Windsor, Ontario. Moltes fonts diuen que el matrimoni va tenir lloc el 23 d'agost de 1876, a Cincinnati, però cap certificat registrat valida aquesta data. Una possible raó de les dates contradictòries és que el divorci de Butler de la seva primera dona, Henrietta Saunders, encara no era definitiu el 1876. Un registre del cens federal dels Estats Units de 1880 mostra que Saunders estava casat. Les fonts que mencionen la primera dona de Butler com Elizabeth són inexactes; Elizabeth era la seva néta, el seu pare era Edward F. Butler.Al llarg de la carrera de l'espectacle d'Oakley, el públic sovint es va fer creure que ella era de cinc a sis anys més jove que ella. La data del matrimoni posterior hauria donat més suport a la seva edat de ficció.

### Carrera i gira
| « | Apunta a la marca alta i l'aconseguiràs. No, no la primera vegada, ni la segona i potser no la tercera. Però segueix apuntant i segueix disparant perquè només la pràctica et farà perfecte. Finalment colpejaràs l'èxit. | » |

Annie i Frank Butler van viure a Cincinnati durant un temps. Oakley, el nom artístic que va adoptar quan ella i Frank van començar a actuar junts, es creu que va ser pres del barri d'Oakley de la ciutat, on residien. Algunes persones creuen que va prendre el nom perquè aquest era el nom de l'home que li havia pagat el preu del tren quan era petita.

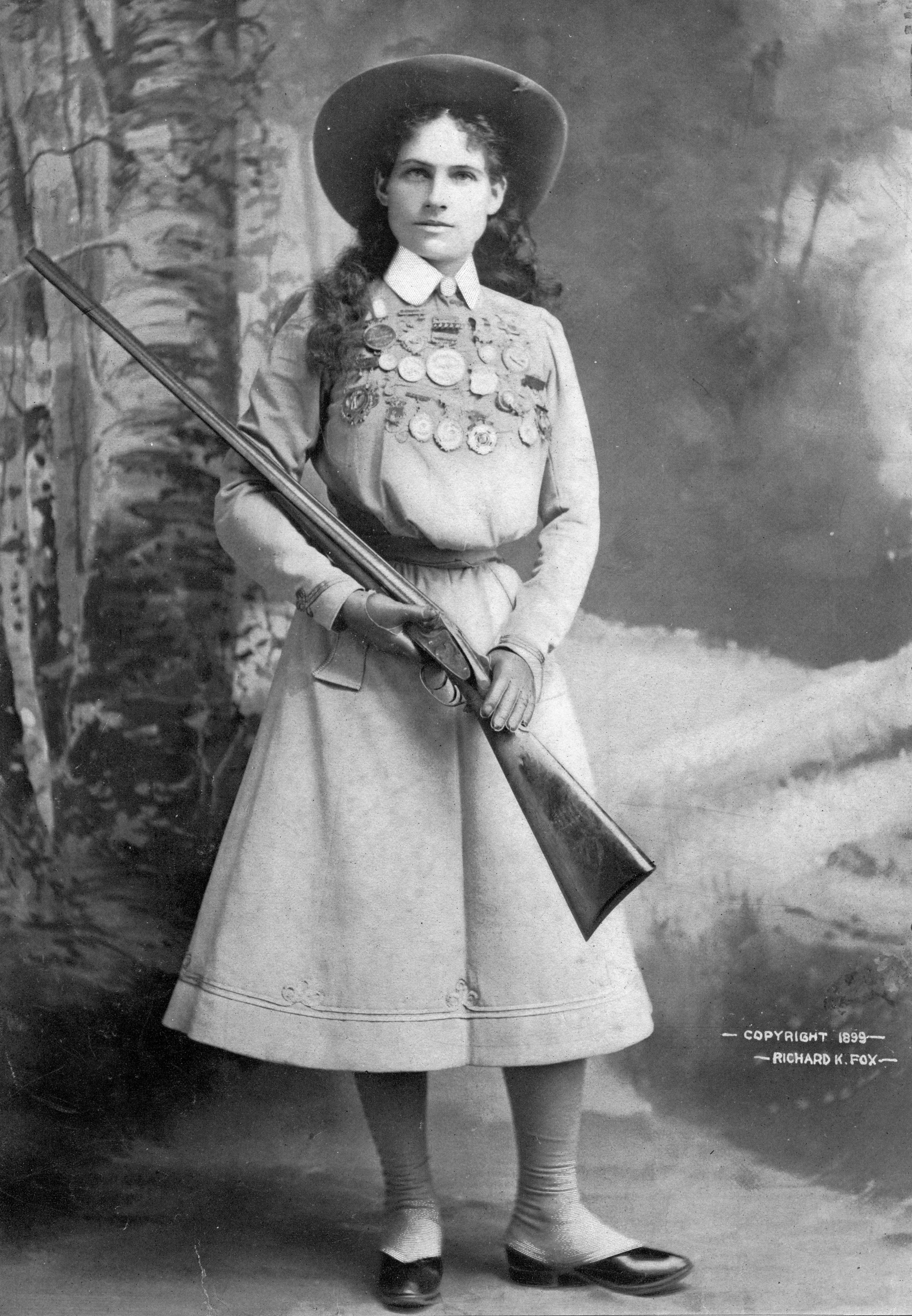
Oakley c. 1899

Es van unir al Buffalo Bill's Wild West l'any 1885. Amb cinc peus d'alçada, Oakley va rebre el sobrenom de "Watanya Cicilla" pel seu company intèrpret Sitting Bull, convertit en "Little Sure Shot" als anuncis públics.
Durant el seu primer compromís amb el programa Buffalo Bill, Oakley va experimentar una tensa rivalitat professional amb la tiradora de rifles Lillian Smith. Smith era onze anys més jove que Oakley, 15 anys quan es va unir al programa el 1886, la qual cosa podria haver estat una de les raons principals perquè Oakley modifiqués la seva edat real en anys posteriors a causa que la cobertura de premsa de Smith es va tornar tan favorable com la seva. Oakley va abandonar temporalment el programa de Buffalo Bill però va tornar dos anys més tard, després que Smith marxés, a temps per a l'Exposició de París de 1889. Aquesta gira de tres anys només va consolidar Oakley com la primera estrella femenina d'Amèrica. Va guanyar més que qualsevol altre intèrpret del programa, excepte el mateix Buffalo Bill. També va actuar en molts espectacles al costat per obtenir ingressos addicionals.
A Europa, va actuar per a la reina Victòria del Regne Unit, el rei Umbert I d'Itàlia, el president Marie François Sadi Carnot de França i altres caps d'estat coronats. Oakley suposadament va disparar les cendres d'un cigarret que tenia el recentment coronat kàiser alemany Guillem II a petició seva.

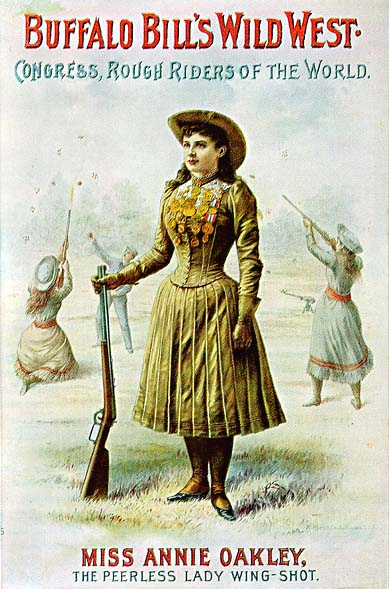
Pòster del Buffalo Bill's Wild West

De 1892 a 1904, Oakley i Butler van fer la seva llar a Nutley, Nova Jersey.
Oakley va promoure el servei de les dones en les operacions de combat per a les forces armades dels Estats Units. Va escriure una carta al president William McKinley el 5 d'abril de 1898, "oferint al govern els serveis d'una companyia de 50 'dames tiradores' que proporcionarien les seves pròpies armes i municions si els Estats Units anés a la guerra amb Espanya".
La guerra hispanoamericana sí que es va produir, però l'oferta d'Oakley no va ser acceptada. Theodore Roosevelt, però, va anomenar la seva cavalleria voluntària els "Rough Riders" després del "Buffalo Bill's Wild West i el Congrés de Rough Riders del món", on Oakley era una estrella important.
El 1901 (el mateix any que l'assassinat de McKinley), Oakley va resultar greument ferit en un accident de tren, però es va recuperar després d'una paràlisi temporal i cinc operacions de columna. Va deixar l'espectacle de Buffalo Bill i el 1902 va començar una carrera d'actriu menys exigent en una obra teatral escrita especialment per a ella, The Western Girl. Oakley va interpretar el paper de Nancy Berry que va fer servir una pistola, un rifle i una corda per burlar un grup de proscrits.
Al llarg de la seva carrera, es creu que Oakley va ensenyar a més de 15.000 dones a utilitzar una pistola. Oakley creia fermament que era crucial que les dones aprenguessin a utilitzar una pistola, no només com a forma d'exercici físic i mental, sinó també per defensar-se. Va dir: "M'agradaria que totes les dones sàpiguen manejar les armes, tan naturalment com saben com manejar els nadons".

### The Little Sure Shot of the Wild West (Annie Oakley)
Buffalo Bill era amic de Thomas Edison, i Edison va construir la central elèctrica més gran del món en aquell moment per al Wild West Show. Buffalo Bill i 15 dels seus espectacles indis van aparèixer en dos cinetoscopis filmats el 24 de setembre de 1894.
El 1894, Oakley i Butler van actuar a la pel·lícula Kinetoscope d'Edison "Little Sure Shot" of the "Wild West", una exposició de tirs amb rifles a objectes estacionaris i en moviment, que es va filmar l'1 de novembre de 1894 a l'estudi Edison's Black Maria per William Heise. Va durar 21 segons a 30 fotogrames i 39 peus Va ser l'onzena pel·lícula feta després que comencessin les projeccions comercials el 14 d'abril de 1894.

### Destresa de tir

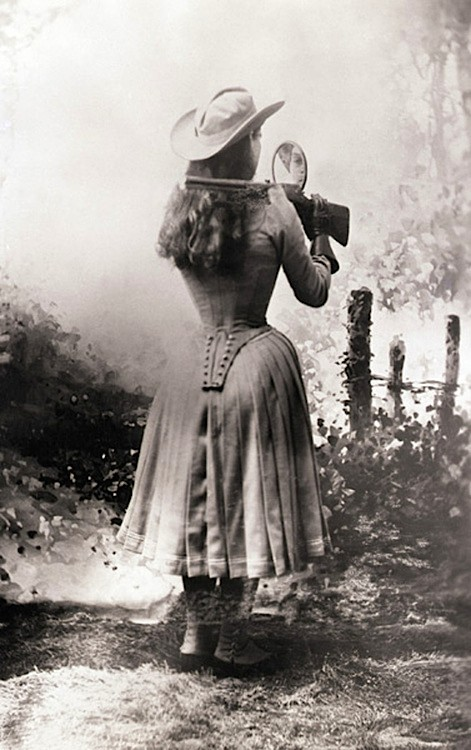
Oakley disparant per sobre de l'espatlla amb un mirall de mà

Els biògrafs, com Shirl Kasper, repeteixen la pròpia història d'Oakley sobre la seva primera presa als vuit anys. "Vaig veure un esquirol baixar per l'herba davant de la casa, per l'hort i aturar-se en una tanca per agafar una nou de noguera". Agafant un rifle de la casa, va disparar a l'esquirol, i va escriure més tard que "Va ser un tret meravellós, que passava pel cap d'un costat a l'altre".
L'Encyclopædia Britannica assenyala que: Oakley mai va deixar de delectar el seu públic, i les seves gestes de punteria van ser realment increïbles. A 30 passos va poder dividir una carta de joc amb la vora, va colpejar monedes de 10 centaus llançades a l'aire, va disparar cigarrets dels llavis del seu marit i, en llançar una carta a l'aire, la va enderrocar abans que toqués el terra.
RA Koestler-Grack informa que, el 19 de març de 1884, estava sent observada pel cap Bou Assegut quan: Oakley va saltar juganera a l'escenari, va aixecar el rifle i va apuntar el canó a una espelma encesa. En un tret, va apagar la flama amb una bala xiulent. Toro Assegut la va veure tirar els taps de suro de les ampolles i tallar un cigar Butler que tenia entre les dents
El número més famós d'Oakley és potser que era capaç de partir diverses vegades una carta posada de costat i fer-li diversos forats abans que no pogués tocar el terra, usant un rifle calibre 22, a 90 peus (27,5 metres) de distància.

### Associació amb Bou Assegut
Oakley i Bou Assegut suposadament es van conèixer i es van unir mentre treballaven junts en un programa de Buffalo Bill a Minnesota. Bou Assegut es va unir a Buffalo Bill després d'haver estat posat en llibertat condicional, havent liderat l'últim gran aixecament indi contra el govern federal; el seu estatus de gran guerrer i líder era llegendari a tot el món quan ell i Oakley es van conèixer. L'antic cap indi va quedar tan impressionat amb les habilitats d'Oakley que va oferir 65 dòlars (equivalent a 1.960 dòlars actuals) per una fotografia d'ell i d'ella junts. Segons Oakley, l'admiració i el respecte eren mutus i només augmentaven a mesura que passaven més temps junts. Bou Assegut sentia que Oakley havia d'estar "dotada" per mitjans sobrenaturals, per tal de disparar amb tanta precisió amb les dues mans. Com a resultat de la seva estima, Bou Assegut va "adoptar" simbòlicament a Oakley com a filla el 1884, anomenant-la "Petita Tret Certer" ("Little Sure Shot"), un títol que Oakley va utilitzar al llarg de la seva carrera.

### Casos de difamació
El 1904, les històries sensacionals sobre la prohibició de la cocaïna es venien bé. El magnat dels diaris William Randolph Hearst va publicar una història falsa que Oakley havia estat arrestada per robar per donar suport a un addicte a la cocaïna. La dona arrestada era una intèrpret de burlesc que va dir a la policia de Chicago que es deia Annie Oakley.
La majoria dels diaris que van imprimir la història s'havien basat en l'article de Hearst, i immediatament es van retractar amb disculpes en assabentar-se de l'error difamatori. Hearst, però, va intentar evitar el pagament de les sentències judicials previstes de 20.000 dòlars (equivalent a 600.000 dòlars el 2021) enviant un investigador al comtat de Darke, Ohio, amb la intenció de recollir xafarderies sobre la reputació del passat d'Oakley. L'investigador no va trobar res.
Oakley va passar gran part dels següents sis anys guanyant totes les seves 55 demandes per difamació contra els diaris menys una. Va cobrar menys en judicis que el total de les seves despeses legals.

### Anys posteriors i mort

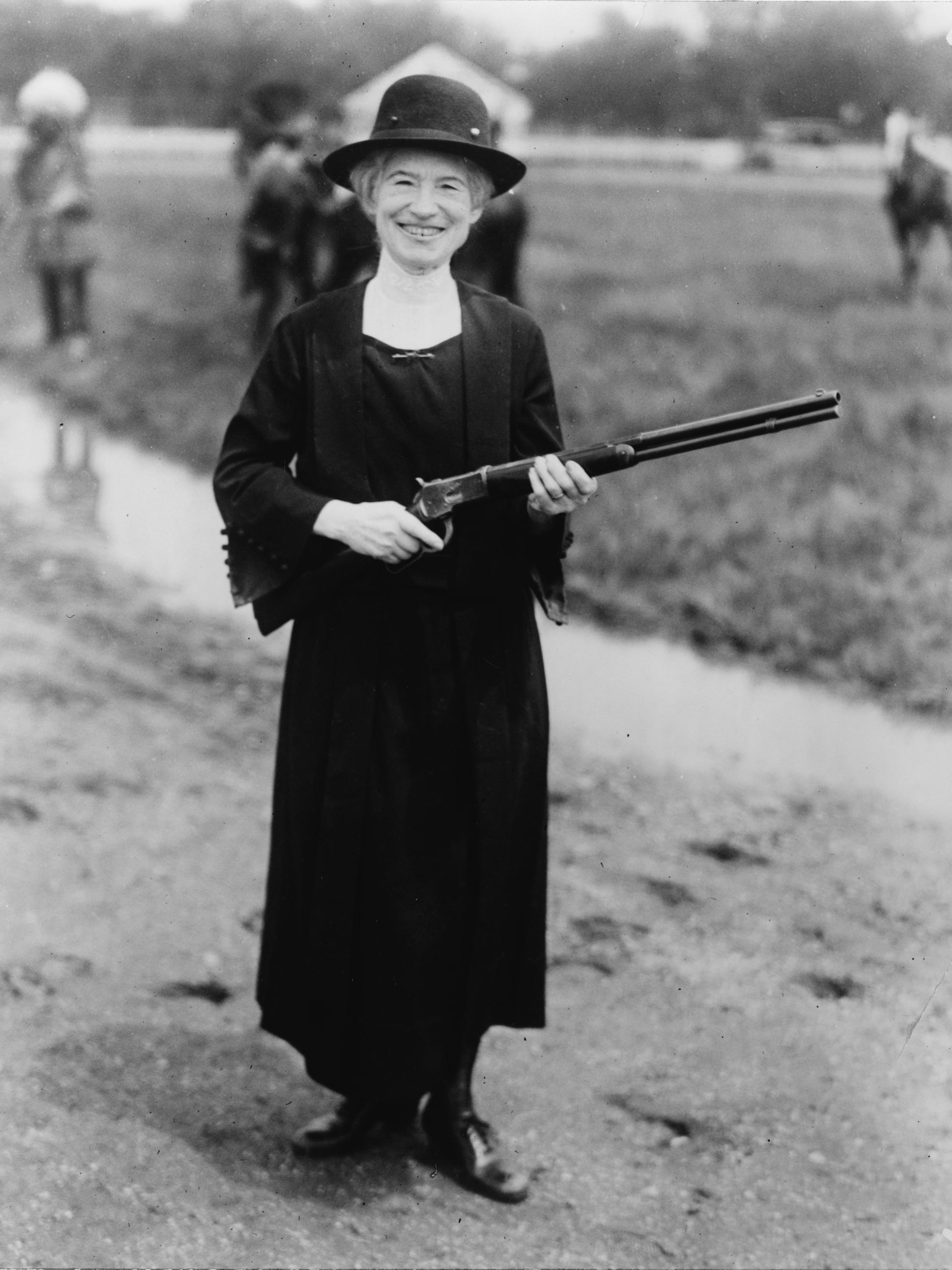
Oakley el 1922

El 1913, els Butler van construir una casa d'estil bungalow de maó a Cambridge, Maryland. És coneguda com la Annie Oakley House i va ser inclosa al Registre Nacional de Llocs Històrics el 1996. El 1917, es van traslladar a Carolina del Nord i van tornar a la vida pública.
Oakley va continuar establint rècords fins als seixanta anys i també es va dedicar a una àmplia filantropia pels drets de les dones i altres causes, inclòs el suport de dones joves que coneixia. Es va embarcar en un retorn i tenia la intenció de protagonitzar una pel·lícula muda de llargmetratge. Va encertar 100 objectius de terra batuda seguits des de 16 iardes (15 m) als 62 anys en un concurs de tir de 1922 a Pinehurst, Carolina del Nord.
A finals de 1922, la parella va patir un accident de cotxe que va obligar a Oakley a portar un braç d'acer a la cama dreta. Finalment va tornar a actuar després de més d'un any de recuperació, i va establir rècords el 1924
La salut d'Oakley va disminuir el 1925 i va morir d'anèmia perniciosa a Greenville, Ohio, als 66 anys el 3 de novembre de 1926. Va ser incinerada i les seves cendres van ser enterrades al cementiri de Brock, prop de Greenville.
Segons B. Haugen, Butler estava tan afligit per la mort d'Oakley que va deixar de menjar i va morir 18 dies després a Michigan; va ser enterrat al costat de les seves cendres. Kasper informa que el certificat de defunció de Butler donava "senilitat" com a causa de la mort. Un rumor afirma que les cendres d'Oakley es van posar en un dels seus trofeus i les van dipositar amb el cos de Butler al seu taüt abans. Tant el cos com les cendres van ser enterrats al cementiri el dia d'Acció de Gràcies, el 25 de novembre de 1926.
Després de la seva mort, la seva autobiografia incompleta va ser lliurada al còmic Fred Stone, i es va descobrir que tota la seva fortuna s'havia gastat en la seva família i les seves organitzacions benèfiques.
Una gran col·lecció de possessions personals d'Oakley, records d'actuacions i armes de foc s'exhibeixen permanentment al Museu Garst i al Centre Nacional Annie Oakley de Greenville, Ohio. Ha estat inclosa al Saló de la Fama de Trapshooting, al Museu Nacional de Vaqueres i al Saló de la Fama de Fort Worth, Texas, al Saló de la Fama de les Dones Nacional, al Saló de la Fama de les Dones d'Ohio i al Saló de la Fama de Nova Jersey .

## Cognoms
Hi ha diverses variacions del nom de la família d'Oakley, Mosey. Molts biògrafs i altres referències donen el nom de "Moses". Encara que el cens dels Estats Units de 1860 mostra el nom de la família com "Mauzy", això es considera un error introduït pel funcionari. El nom d'Oakley apareix com "Ann Mosey" en el cens dels Estats Units de 1870 i "Mosey" està gravat a la làpida del seu pare i apareix en el seu registre militar; "Mosey" és l'ortografia oficial de la Fundació Annie Oakley, mantinguda pels seus parents vius. També ha aparegut l'ortografia "Mosie".
Segons Kasper, Oakley va insistir que el seu nom familiar s'escrigués "Mozee", el que va provocar discussions amb el seu germà John. Kasper especula que Oakley podria haver considerat "Mozee" com una grafia més fonètica. També hi ha l'especulació popular que la jove Oakley havia estat provocada pel seu nom per part d'altres nens.
Abans del seu matrimoni doble el març de 1884, tant el germà d'Oakley, John, com una de les seves germanes, Hulda, van canviar els seus cognoms per "Moses".

## Epònim
Durant la seva vida, el negoci del teatre va començar a referir-se a les entrades gratuïtes com "Annie Oakleys". Tradicionalment, aquestes entrades tenen forats perforats (per evitar que es tornin a vendre), que recorden les cartes que Oakley va disparar durant el seu acte de tir punter.

## Annie Oakley a la cultura popular
- El 1935 Barbara Stanwyck interpretà Oakley en una pel·lícula molt ficcionada titulada Annie Oakley.
- El 1946 s'estrenà a Broadway el musical Annie Get Your Gun, vagament basat en la seva vida. La producció original va ser protagonitzada per Ethel Merman, qui també protagonitzaria un revival el 1966. El 1950 s'adaptaria al cinema en una versió protagonitzada per Betty Hutton.
- Entre 1954 i 1956, Gail Davis interpretaria Oakley en una sèrie de televisió.
- Una Annie Oakley molt ficcionada apareixia a la comèdia de 1966 Carry On Cowboy. En aquesta versió, Oakley tenia un pare que era xèrif de la fictícia Stodge City, i viatjava per l'oest per matar l'assassí del seu pare, enamorant-se de l'inepte anglès Marhal P. Knutt (Jim Dale). Annie Oakley va ser interpretada per Angela Douglas.
- El 1976 Geraldine Chaplin interpretà el personatge d'Oakley a Buffalo Bill and the Indians, amb John Considine com a Frank Butler .
- El 1982 Diane Civita interpretà Oakley, amb Richar Donner com a Bill Cody, en un episodi de Voyagers!, on, durant les actuacions de Cody per a la Reina Victòria, Oakley participava en una competició de punteria amb un duc rus.
- El 1982 el grup britànic de rock Squeeze publicà una cançó titulada "Annie Get Your Gun".
- El 1985 Jamie Lee Curtis interpretà Oakley en un episodi de la sèrie infantil Shelley Duvall's Tall Tales and Legends.
- El 1996 Reba McEntire interpretà Annie a Buffalo Girls juntament amb Anjelica Huston, Melanie Griffith i Tom Wopat.
- El 1998 es tornà a publicar la novel·la A Shooting Star: A Novel About Annie Oakley, de Sheila Solomon Klass.
- El 1999 va tenir lloc un revival a Broadway de Annie Get Your Gun, protagonitzat per Bernadette Peters. Susan Lucci prengué el paper titular quan Peters va fer vacances. Cheryl Ladd succeí Peters, essent seguida de Reba McEntire i Crystal Bernard.
- El 2004 Elizabeth Berridge interpretà Annie Oakley a la pel·lícula Hidalgo.
- El 2006 un episodi d'American Experience de la PBS documentà la vida d'Annie Oakley.
- El 2009 la banda Watchout! There's Ghosts publicà una cançó titulada "Don't Shoot Me, Annie Oakley".
- El 2009 Murdoch Mysteries presentà Oakley i Buffalo Bill de gira a Toronto.
- El 2010 The Geraghtys publicaren una cançó titulada "Annie Oakley".

## Influència
La fama mundial d'Oakley com a tiradora li va permetre guanyar més diners que la majoria dels altres intèrprets de l'espectacle Buffalo Bill. No va oblidar les seves arrels després d'aconseguir poder financer i econòmic. Ella i Butler junts sovint donaven a organitzacions benèfiques per als orfes. Més enllà de la seva influència monetària, va demostrar ser una gran influència sobre les dones.
Oakley va instar que les dones servissin a la guerra, tot i que el president William McKinley va rebutjar la seva oferta de dones tiradores per al servei a la guerra hispanoamericana. Més enllà d'aquesta oferta al president, Oakley creia que les dones haurien d'aprendre a utilitzar una pistola per a la imatge d'empoderament que donava. Laura Browder parla de com l'estrellat d'Oakley va donar esperança a les dones i als joves a Her Best Shot: Women and Guns In America. Oakley va pressionar perquè les dones fossin independents i educades. Va ser una influència clau en la creació de la imatge de la vaquera americana. A través d'aquesta imatge, va proporcionar proves substancials que les dones són tan capaces com els homes quan se'ls ofereix l'oportunitat de demostrar-ho.